# 카신

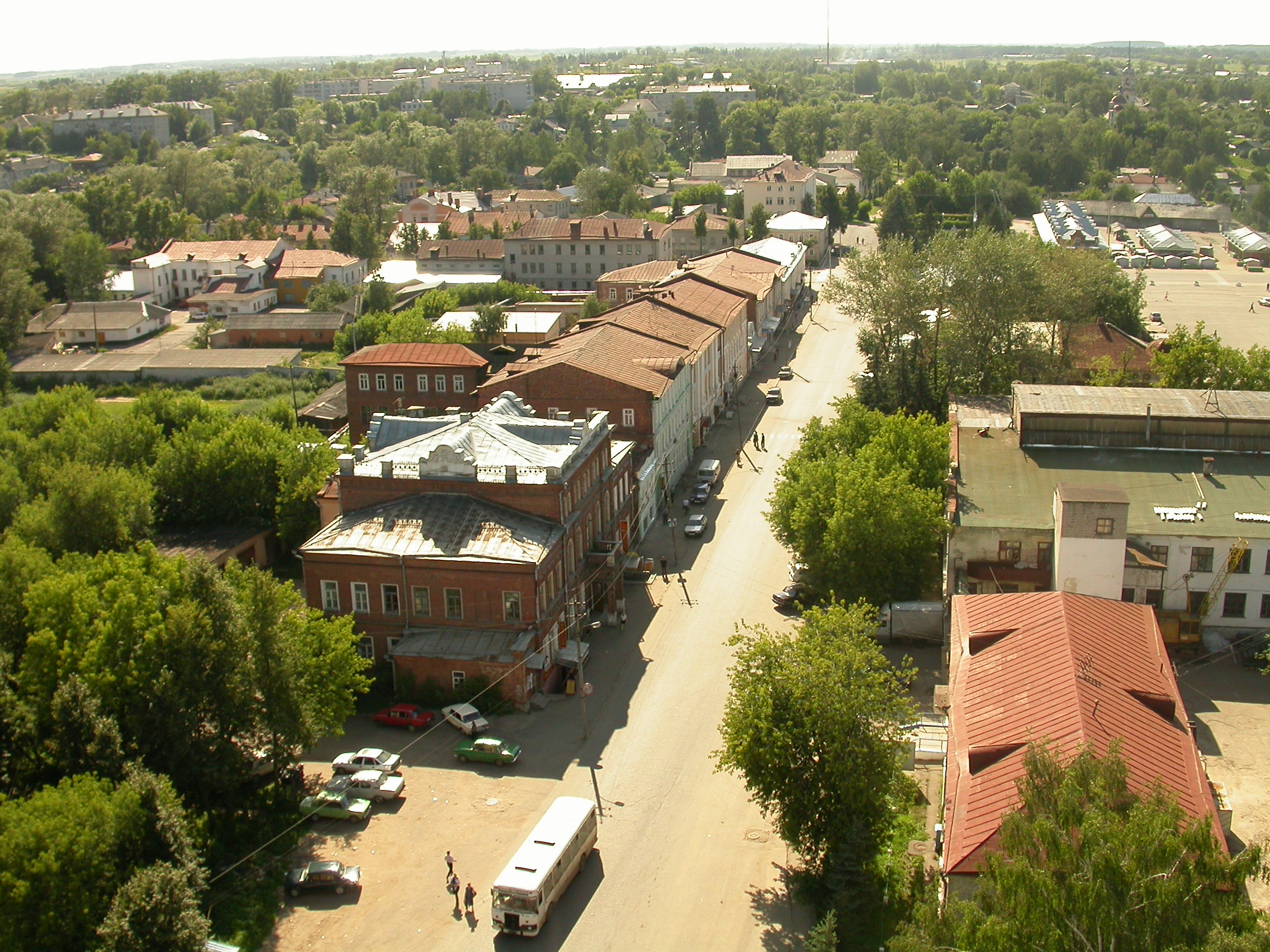

카신(러시아어; Кашин)은 트베리 주에 있는 도시이다. 카신카 강(볼가강의 지류)이 모스크바에서 204km들어온다. 인구는 17,299명(2002년); 18,000 (1970년)이다.